# Evika Siliņa
Evika Siliņa (Riga, 3 augustus 1975) is een Lets politicus voor de partij Eenheid. Sinds 15 september 2023 is zij de 24ste premier van Letland.
Van 2022 tot 2023 was ze minister van Welzijn in het tweede kabinet van premier Krišjānis Kariņš.

## Privéleven
Evika Siliņa is getrouwd met Aigars Siliņš, met wie ze drie kinderen heeft. Naast haar moedertaal Lets, spreekt Siliņa vloeiend Engels en Russisch.
- Gemeinsame Normdatei: 1302657976
- Nationale Bibliotheek van Letland: 000332831
- Virtual International Authority File: 1820169032404787720001